# Winnenden (stacja kolejowa)
Winnenden (niem: Bahnhof Winnenden) – stacja kolejowa w Winnenden, w kraju związkowym Badenia-Wirtembergia, w Niemczech. Według DB Station&Service ma kategorię 3. Znajduje się na linii Waiblingen – Schwäbisch Hall-Hessental, kilkaset metrów na północny zachód od centrum miasta i około kilometr na południe od Leutenbach. Stacja obsługiwana jest przez pociągi regionalne i pociągi S-Bahn.

## Linie kolejowe
- Linia Waiblingen – Schwäbisch Hall-Hessental

## Połączenia
| Trasa | Trasa | Takt |
| ----- | --- | --- |
| RE    | Stuttgart Hbf – Bad Cannstatt – Waiblingen – Winnenden – Backnang – Murrhardt – Fichtenberg – Gaildorf West – Schwäbisch Hall-Hessental – Crailsheim – Nürnberg | dwugodzinny (Pon–Pią między Stuttgartem i Schwäbisch Hall-Hessental godzinny, co 30 min w godzinach szczytu) |
| S3    | Flughafen/Messe – Rohr – Vaihingen – Hauptbahnhof – Bad Cannstatt – Waiblingen – Winnenden – Backnang                                                           | co 30 min (co 15 min w godzinach szczytu)                                                                    |